# Ikumi Narita
Ikumi Narita (jap. 成田郁久美 Narita Ikumi; ur. 1 stycznia 1976 w Asahikawie, w Japonii) - japońska siatkarka grająca jako przyjmująca lub libero. Obecnie gra w klubie Pioneer Red Wings.